# The Invitation To The Voyage
Pour les articles homonymes, voir L'Invitation au voyage (homonymie) et The Invitation.
Albums de Eugene McGuinness
Glue
(2009)
The Invitation To The Voyage est le quatrième album d'Eugene McGuinness qui est sorti le 6 août 2012.

## Liste des titres
Titres des chansons contenues dans l'album :
1. Harlequinade
2. Sugarplum
3. Lion
4. Videogame
5. Shotgun
6. Concrete Moon
7. Tunderbolt
8. Invitation to the Voyage
9. Joshua
10. Japanese Cars

## Singles
Les titres "Lion", "Thunderbolt", "Shotgun" et "Harlequinade" sont déjà sortis ainsi qu'une reprise de Lana Del Rey de la chanson "Blue Jeans" mais qui ne figurera pas sur l'album.